# Eduardo Cano
Eduardo Cano de la Peña – hiszpański malarz tworzący w XIX wieku.
Jego ojciec był głównym architektem miasta Sewilli, idąc w jego ślady Cano zaczął studiować architekturę. Przeniósł się na studia artystyczne w Real Escuela de las Tres Nobles Artes w Sewilli, a następnie doskonalił swoje umiejętności malarskie w Madrycie na Królewskiej Akademii Sztuk Pięknych św. Ferdynanda pod przewodnictwem artystów takich jak: Carlos Luis de Ribera y Fieve, José Madrazo i Federico Madrazo.
Udał się do Paryża, gdzie ukończył dwa ze swoich najsłynniejszych dzieł, Krzysztof Kolumb w klasztorze La Rábida, płótno w stylu romantycznym, za które otrzymał I Medal na Krajowej Wystawie Sztuk Pięknych w 1856 (obecnie znajduje się w Pałacu senackim w Madrycie) i Pogrzeb Don Alvaro de Constable Luna, za które również otrzymał I Medal na tej samej wystawie w 1857 (obecnie znajduje się w Muzeum Prado w Madrycie). Po powrocie do Sewilli został mianowany kuratorem Muzeum Sztuk Pięknych i profesorem koloru i kompozycji na Akademii Sztuk Pięknych w Sewilli.
Zasłynął jako malarz historyczny, chociaż malował również porterty. Interesował się sztuką lokalną, był promotorem i opiekunem sztuki w Sewilli.